# ティム・チュー
ティム・チュー（Tim Tszyu、1994年11月2日 - ）は、オーストラリアのプロボクサー。ニューサウスウェールズ州シドニー出身。元WBO世界スーパーウェルター級王者。
父親は元WBAスーパー・WBC・IBF世界スーパーライト級統一王者のコンスタンチン・チュー。

## 来歴
2016年12月17日、プロデビュー戦を行い6回3-0の判定勝ち。白星デビューを飾った。
2017年10月22日、シドニーのザ・スターにてウェイド・ライアンとABCOコンチネンタルスーパーウェルター級王座決定戦を行い、10回3-0の判定勝ちを収め王座獲得に成功した。
2019年2月8日、シドニーのホーダーン・パビリオンにてポール・ガレン対ジョン・ホポアテの前座でデントン・ヴァッセルとWBAOスーパーウェルター級暫定王座決定戦を行い、2回TKO勝ちを収め王座獲得に成功した。
2019年8月14日、シドニーのインターナショナル・コンベンションセンター・シドニーにてポール・ガレン対ジョン・ホポアテの前座でIBFオセアニアスーパーウェルター級王者ドワイト・リッチーとWBOグローバルスーパーウェルター級初代王座決定戦を行い、10回3-0の判定勝ちを収め両王座獲得に成功した。
2021年7月7日、ニューカッスルのニューカッスル・エンターテイメント・センターにてスティーブ・スパークとコモンウェルススーパーウェルター級王座決定戦を行い、3回TKO勝ちを収めコモンウェルス王座獲得及びWBOグローバル王座は5度目の防衛に成功した。
2023年1月28日、WBAスーパー・WBC・IBF・WBO世界スーパーウェルター王者のジャーメル・チャーロと対戦する予定だったが、チャーロがスパーリング中に左手を2箇所骨折したため延期されることが2022年12月24日に発表された。
2023年3月11日、シドニーのシドニー・スーパードームにてWBO世界スーパーウェルター級3位の元WBC世界スーパーウェルター級王者トニー・ハリソンとジャーメル・チャーロの負傷に伴い設置されたWBO世界スーパーウェルター級暫定王座決定戦を行い、9回TKO勝ちを収め王座獲得に成功した。
WBOスーパーウェルター級正規王者のジャーメル・チャーロが、サウル・アルバレス 対 ジャーメル・チャーロ戦が行われた2023年9月30日付での試合開始と同時に王座を剥奪されたため、チューは暫定王者から正規王者に認定した。
2023年10月14日、クイーンズランド州ブロードビーチのゴールドコーストコンベンション&エキシビション・センターにてWBC世界スーパーウェルター級暫定王者ブライアン・メンドーサと対戦し、12回3-0（116-112、116-111、117-111）の判定勝ちを収め、2度目の防衛に成功した。
2024年3月30日、ネバダ州ラスベガスのT-モバイル・アリーナでWBC世界スーパーウェルター級3位のセバスチャン・フンドラとWBO世界スーパーウェルター級タイトルマッチおよびWBC世界スーパーウェルター級王座決定戦を行う。好調なスタートを切るも、2回にチューの額がフンドラの肘に接触し大量流血を起こすアクシデントに見舞われ、プロキャリア初黒星となる12回1-2（116-112、112-116、113-115）の僅差の判定負けを喫し王座から陥落した。チューは当初はWBA世界ウェルター級2位のキース・サーマンとWBO世界スーパーウェルター級タイトルマッチで対戦する予定だったが、WBOがタイトルマッチを承認しなかったため155ポンド契約のキャッチウェイトによるノンタイトル戦に変更された。しかし、試合12日前の3月18日にサーマンが上腕二頭筋を負傷したため欠場することが発表され、それに伴い前座のWBC世界スーパーウェルター級王座決定戦でセルヒイ・ボハチュクと対戦予定だったフンドラが代役でチューと対戦、同時にWBOがタイトルマッチを承認することになった。試合後、チューは流血の影響で視界がほとんど見えない状態で戦っていたことを明かした。
2024年8月3日、カリフォルニア州ロサンゼルスのBMOスタジアムでWBA世界スーパーウェルター級1位のバージル・オルティス・ジュニアと対戦する予定だったが、フンドラ戦での額の傷の回復が遅れ十分なトレーニングキャンプを確保できないことから中止となったことが5月30日に発表された。
2024年10月19日、フロリダ州オーランドのカリビ・ロイヤル・オーランドで現IBF世界スーパーウェルター級王者のバフラム・ムルタザリエフに挑戦。しかし2回中に左フックで2度、2回終了間際の右フック、3回中に左フックで計4度ムルタザリエフにダウンを奪われ、連打を浴びたチューは防戦一方となりチューのセコンドからタオルが投入され3回1分55秒TKO負けを喫しプロ初のKO負けと同時に王座返り咲きと再起に失敗した。

## 戦績
- アマチュアボクシング：34戦 33勝 1敗
- プロボクシング：28戦 25勝 (18KO) 3敗

| 戦           | 日付           | 勝敗 | 時間    | 内容    | 対戦相手                         | 国籍             | 備考 |
| ------------ | -------------- | ---- | ------- | ------- | -------------------------------- | ---------------- | --- |
| 1            | 2016年12月17日 | ☆    | 6R      | 判定3-0 | ゾラン・カサディ                 | オーストラリア   | プロデビュー戦                                                                                                   |
| 2            | 2017年2月3日   | ☆    | 3R 1:02 | TKO     | マーク・ダルビー                 | オーストラリア   | |
| 3            | 2017年4月8日   | ☆    | 3R 1:41 | TKO     | ベン・ネルソン                   | ニュージーランド | |
| 4            | 2017年5月6日   | ☆    | 2R 2:45 | TKO     | イヴァナ・シアウ                 | ニュージーランド | |
| 5            | 2017年5月27日  | ☆    | 3R 終了 | TKO     | アダム・フィッツシモンズ         | オーストラリア   | |
| 6            | 2017年7月22日  | ☆    | 2R 1:30 | TKO     | クリストファー・カーン           | オーストラリア   | |
| 7            | 2017年10月22日 | ☆    | 10R     | 判定3-0 | ウェイド・ライアン               | オーストラリア   | ABCOコンチネンタルスーパーウェルター級王座決定戦                                                                 |
| 8            | 2018年4月7日   | ☆    | 5R 2:15 | TKO     | ルーベン・ウェブスター           | ニュージーランド | |
| 9            | 2018年5月24日  | ☆    | 4R 0:44 | TKO     | ラリー・シウ                     | インドネシア     | ABCOコンチネンタル防衛1                                                                                          |
| 10           | 2018年8月3日   | ☆    | 1R 1:41 | KO      | スティービー・フェルディナンダス | インドネシア     | ABCOコンチネンタル防衛2                                                                                          |
| 11           | 2018年9月8日   | ☆    | 1R 2:31 | TKO     | マルコス・ヘスス・コルネーホ     | アルゼンチン     | |
| 12           | 2019年2月8日   | ☆    | 2R 0:23 | TKO     | デントン・ヴァッセル             | イギリス         | WBAOスーパーウェルター級暫定王座決定戦                                                                           |
| 13           | 2019年5月15日  | ☆    | 10R     | 判定3-0 | ジョエル・カミレリ               | オーストラリア   | 豪州スーパーウェルター級タイトルマッチ                                                                           |
| 14           | 2019年8月14日  | ☆    | 10R     | 判定3-0 | ドワイト・リッチー               | オーストラリア   | IBFオセアニアスーパーウェルター級タイトルマッチ WBOグローバルスーパーウェルター級王座決定戦                      |
| 15           | 2019年12月6日  | ☆    | 4R 0:23 | TKO     | ジャック・ブルベイカー           | オーストラリア   | IBFオセアニア防衛1・WBOグローバル防衛1                                                                           |
| 16           | 2020年8月26日  | ☆    | 8R 終了 | TKO     | ジェフ・ホーン                   | オーストラリア   | IBFオセアニア防衛2・WBOグローバル防衛2                                                                           |
| 17           | 2020年12月16日 | ☆    | 1R 1:47 | TKO     | ボウィン・モーガン               | ニュージーランド | IBFオセアニア防衛3・WBOグローバル防衛3                                                                           |
| 18           | 2021年3月31日  | ☆    | 5R 2:29 | TKO     | デニス・ホーガン                 | アイルランド     | WBOグローバル防衛4                                                                                               |
| 19           | 2021年7月7日   | ☆    | 3R 2:22 | TKO     | スティーブ・スパーク             | オーストラリア   | コモンウェルススーパーウェルター級王座決定戦 WBOグローバル防衛5                                                  |
| 20           | 2021年11月17日 | ☆    | 12R     | 判定3-0 | 井上岳志（ワールドS）            | 日本             | WBOグローバル・WBOアジアパシフィックスーパーウェルター級王座統一戦 WBOグローバル防衛6・WBOアジアパシフィック獲得 |
| 21           | 2022年3月26日  | ☆    | 12R     | 判定3-0 | テレル・ガーシャ                 | アメリカ合衆国   | WBOグローバル防衛7                                                                                               |
| 22           | 2023年3月11日  | ☆    | 9R 2:43 | TKO     | トニー・ハリソン                 | アメリカ合衆国   | WBO世界スーパーウェルター級暫定王座決定戦                                                                        |
| 23           | 2023年6月18日  | ☆    | 1R 1:17 | KO      | カルロス・オカンポ               | メキシコ         | WBO暫定防衛1→正規王座に認定                                                                                      |
| 24           | 2023年10月14日 | ☆    | 12R     | 判定3-0 | ブライアン・メンドーサ           | アメリカ合衆国   | WBO防衛2 |
| 25           | 2024年3月30日  | ★    | 12R     | 判定1-2 | セバスチャン・フンドラ           | アメリカ合衆国   | WBC世界スーパーウェルター級王座決定戦 WBO陥落                                                                    |
| 26           | 2024年10月19日 | ★    | 3R 1:55 | TKO     | バフラム・ムルタザリエフ         | ロシア           | IBF世界スーパーウェルター級タイトルマッチ                                                                        |
| 27           | 2025年4月6日   | ☆    | 4R 2:18 | TKO     | ジョーイ・スペンサー             | アメリカ合衆国   | WBOインターコンチネンタルスーパーウェルター級王座決定戦                                                          |
| 28           | 2025年7月19日  | ★    | 7R 終了 | TKO     | セバスチャン・フンドラ           | アメリカ合衆国   | WBC世界スーパーウェルター級タイトルマッチ                                                                        |
| テンプレート |                |      |         |         |                                  |                  | |

## 獲得タイトル
- IBFオセアニアスーパーウェルター級王座
- ABCOコンチネンタルスーパーウェルター級王座
- WBAOスーパーウェルター級暫定王座
- 豪州スーパーウェルター級王座
- WBOグローバルスーパーウェルター級王座
- コモンウェルススーパーウェルター級王座
- WBOアジアパシフィックスーパーウェルター級王座
- WBO世界スーパーウェルター級暫定王座（防衛1=正規王座に認定）
- WBO世界スーパーウェルター級王座（防衛1）
- WBOインターコンチネンタルスーパーウェルター級王座